# 1-Brom-2,2-dimethylpropan
1-Brom-2,2-dimethylpropan (Neopentylbromid) ist eine organische Verbindung aus der Gruppe der Bromalkane. Es existiert eine Reihe von Konfigurationsisomeren wie 1-Brompentan, 2-Brompentan oder 3-Brompentan.

## Herstellung
Eine Darstellung geht von Neopentylchlorid aus. Mit Quecksilber wird eine quecksilberorganische Verbindung, Neopentylquecksilberchlorid, gebildet, das dann mit Brom zum gewünschten Endprodukt umgesetzt wird. Alternativ kann Neopentanol mit Bromwasserstoff zu 1-Brom-2,2-dimethylpropan bromiert werden.